# あやめ公園 (岩見沢市)
あやめ公園（あやめこうえん）は北海道岩見沢市にある都市公園（地区公園）。

## 概要
岩見沢市内を流れる南利根別川に沿って広がる、約4.4haの園内に168種・約12,000株（約15万本）のアヤメ・ハナショウブ・カキツバタが植えられている。例年見ごろを迎える7月中旬にはいわみざわ彩花まつりも開かれ、期間中は特に多くの市民や観光客で賑わう。

## 主な施設

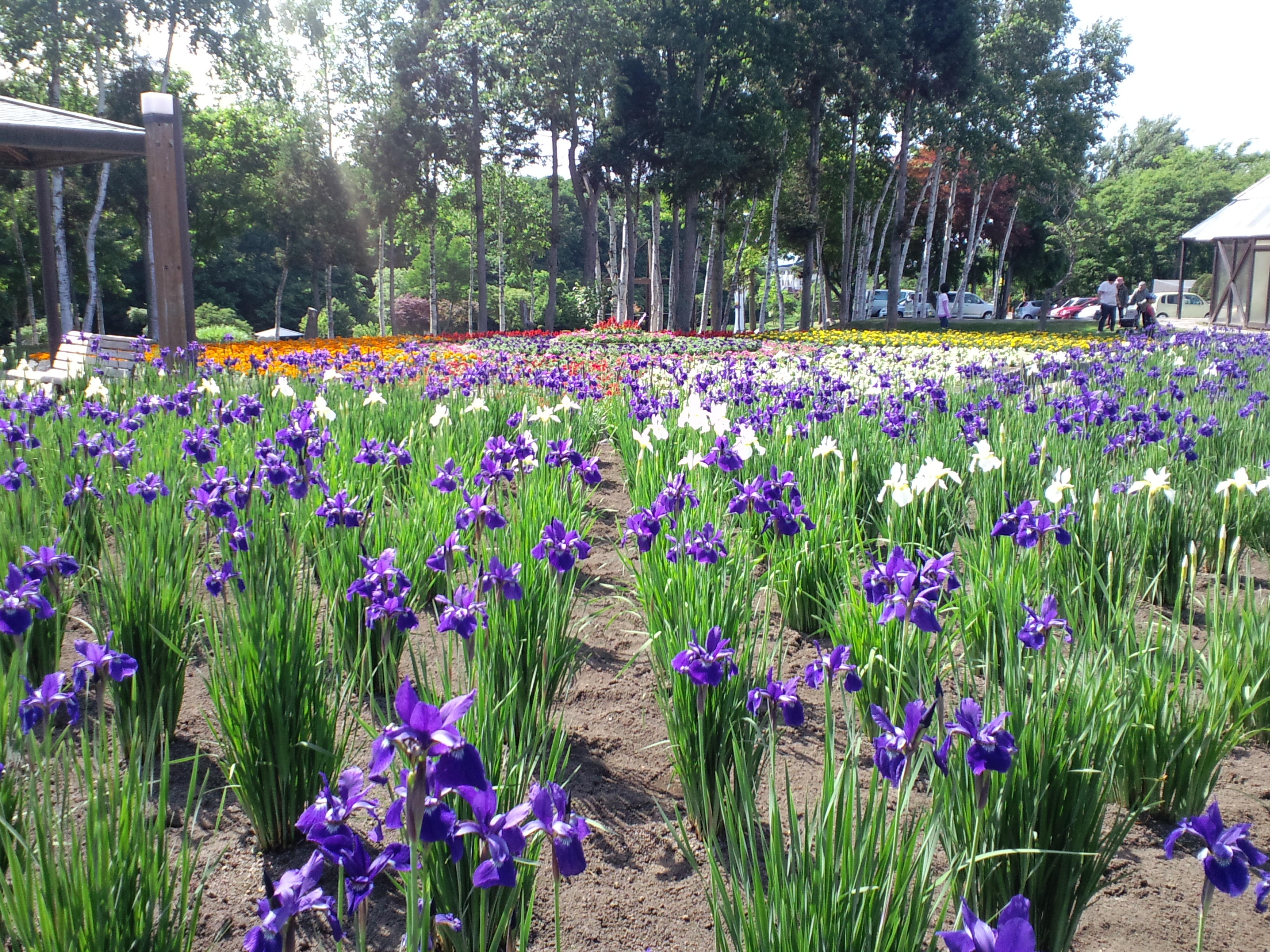
ふれあい花壇
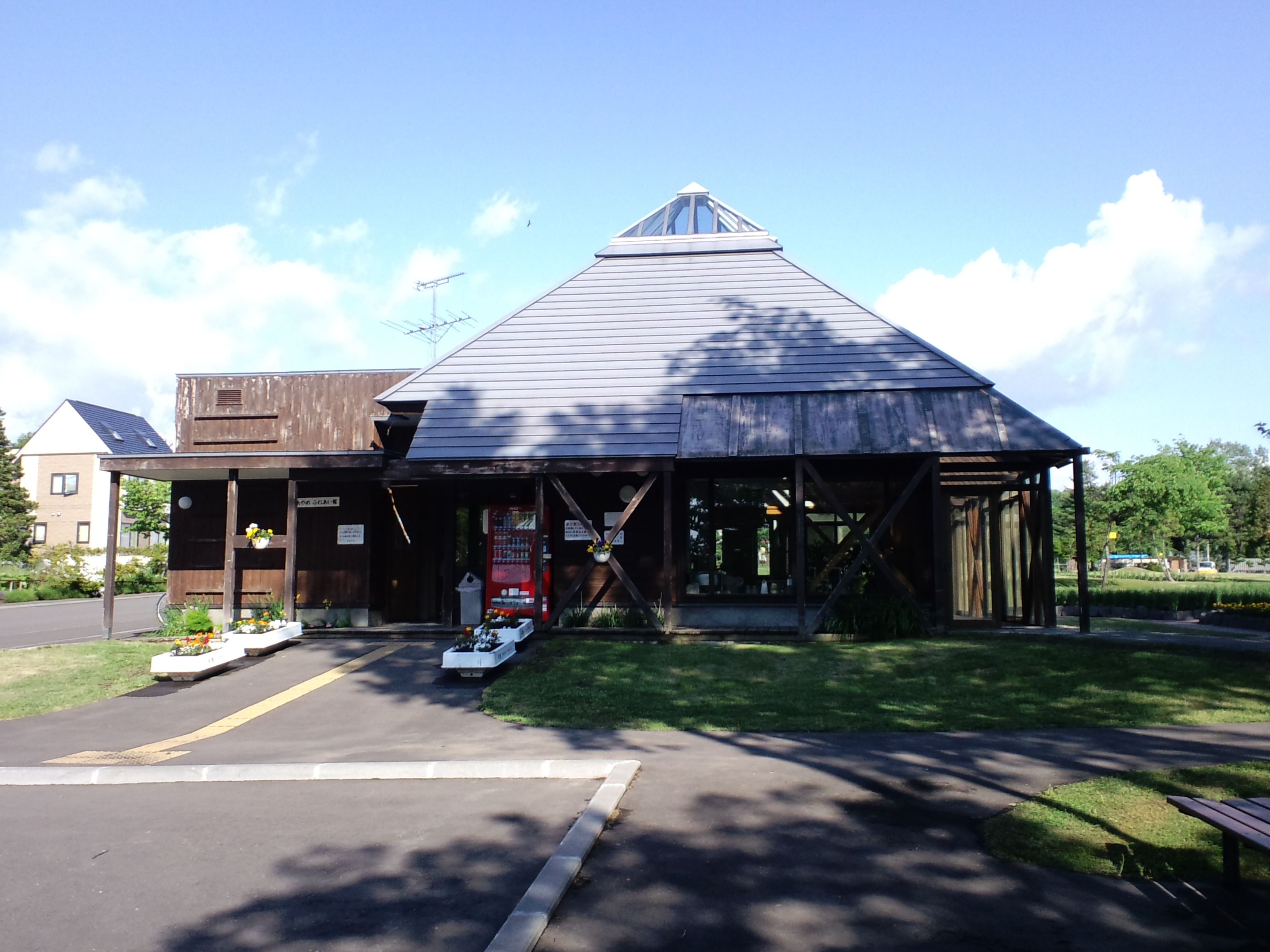
あやめふれあい館

あやめ花壇
ふれあい花壇
駐車場付近に設けられた、いわゆるウェルカムガーデン。アヤメ・ハナショウブ・カキツバタ以外の花も含んだ混成花壇。
あやめふれあい館
管理事務所兼・無料休憩所。観葉植物の栽培、付近の工房で作られたアヤメの絵入り陶器の販売なども行っている。
パークゴルフ場
9ホール、パー33、全長329m。
木製遊具
- ふれあい花壇
- あやめふれあい館

## アクセス
最寄駅は岩見沢駅だが2.5Kmほど距離がある。中央バス緑が丘・鉄北循環線または万字線で「大正池入口」下車。徒歩数分。

## 周辺
- 利根別自然公園
- 駒沢看護保育福祉専門学校緑が丘校舎・駒澤大学附属岩見沢高等学校
- 八大龍王大自然愛信教団本部
  - 彩花まつり期間中は来園者に駐車場を無料開放している。
- 北海道教育大学岩見沢校
- 岩見沢市立光陵中学校